# Trụ sở Liên Hợp Quốc
Trụ sở của Liên Hợp Quốc là khu phức hợp tại thành phố New York. Kể từ khi được hoàn thành vào năm 1952, khu phức hợp này trở thành trụ sở chính thức của Liên Hợp Quốc, tọa lạc ở khu phố Turtle Bay thuộc quận Manhattan trên khu đất rộng rãi nhìn ra East River. Giới hạn địa lý của nó là đại lộ số 1 ở phía tây, phố số 42 ở phía nam, phố số 48 ở phía bắc và East River ở phía đông. Turtle Bay đôi khi dùng để hoán dụ cho trụ sở LHQ hoặc cho cả LHQ nói chung.
Ngoài ra, LHQ còn có 3 trụ sở phụ trợ tại Genève (Thụy Sĩ), Vienna (Áo) và Nairobi (Kenya) .
Mặc dù tọa lạc ở thành phố New York, mảnh đất của trụ sở cũng như không gian của tòa nhà nằm dưới quyền quản lý duy nhất của Liên Hợp Quốc, theo hiệp ước thỏa thuận với Chính phủ Hoa Kỳ. Tuy nhiên, LHQ đồng ý thừa nhận hầu hết luật pháp địa phương, bang và liên bang để đổi lấy các dịch vụ như cảnh sát và cứu hỏa địa phương.
Khu phức hợp trụ sở Liên Hợp Quốc được xây dựng trên nền móng là khu phức hợp trung tâm được hoàn thiện giữa năm 1948–1952. Trụ sở nằm bên cạnh East River, trên diện tích 17 acres (69.000 m²) mua lại từ nhà đầu tư bất động sản New York khi đó là William Zeckendorf. Nelson Rockefeller đã đứng ra dàn xếp vụ mua bán này, sau khi lời đề nghị trước đó về việc đặt trụ sở trên mảnh đất Kykuit của gia đình Rockefeller bị từ chối với lý do nó quá tách biệt khỏi Manhattan. Vụ mua bán trị giá 8,5 triệu USD này được tài trợ bởi cha của ông, John D. Rockefeller, người đã tặng chúng cho thành phố. Wallace Harrison, nhà tư vấn kiến trúc riêng của gia đình Rockefeller và cũng là kiến trúc sư có tiếng, đã làm giám đốc Quy hoạch cho trụ sở LHQ. Công ty Harrison and Abramovitz của ông phụ trách giám sát việc thực hiện thiết kế.